# Reutte
Reutte je okresní městys v Rakousku ve spolkové zemi Tyrolsko v okrese Reutte v regionu Außerfern. Této oblasti se říká „Brána do Tyrolska“, je hojně navštěvovaná pro svá lyžařská střediska i zříceniny nedalekých hradů. Žije zde přibližně 7 000 obyvatel.

## Poloha
Reutte je největší městem regionu. Leží v údolí řeky Lech. Z Innsbrucku je přístupný přes Fernský průsmyk. Tato silnice byla využívána už Římany. Reutte se rozkládá na území o ploše 100,9 km².
Město sousedí:
v Tyrolsku: Pflach, Lechaschau, Ehenbichl, Weißenbach am Lech, Forchach, Stanzach, Namlos, Berwang, Heiterwang, Breitenwang a Lermoos
v Bavorsku (SRN): Garmisch-Partenkirchen, Ettaler Forst, Halblech a Schwangau

## Historie
Město se nachází na Via Claudia, starořímské silnici vedoucí z Itálie do Německa. Tyrolská solná cesta vedla z Hal in Tirol přes oblast Außerfern k Bodamskému jezeru. Ve středověku díky obchodu se solí město prosperovalo. Dne 5. června 1489 arcivévoda Zigmund, zvaný Bohatý, udělil právo trhu, privilegia pak potvrdil a rozšířil císař Maxmilián I. Obyvatelé Reutte si toto připomínají každoročním festivalem, který se koná první sobotu v srpnu.
V období, kdy Rakousko příslušelo k Německu (1938–1945) se poblíž Reutte nacházela pobočka Plansee Breitenwang koncentračního tábora Dachau, byla na severním břehu Plansee v obci Breitenwang od podzimu 1944 do konce války v roce 1945. Koncem dubna 1945 postupovala 44. americká pěší divize a 10. americká obrněná divize ze severu směrem k Fernpassu a tábor 2. května 1945 osvobodila. Reutte bylo místem, kde se 3. května 1945 němečtí inženýři z Peenemünde vzdali armádě Spojených států, mezi nimi i Wernher von Braun; všichni byli později posláni do Fort Bliss ve Spojených státech, aby pracovali na výrobě balistických střel a raket, z nichž nejznámější byl v šedesátých letech Saturn V.
Dne 4. května 2024 bylo Reutte povýšeno na město.